# Ouya

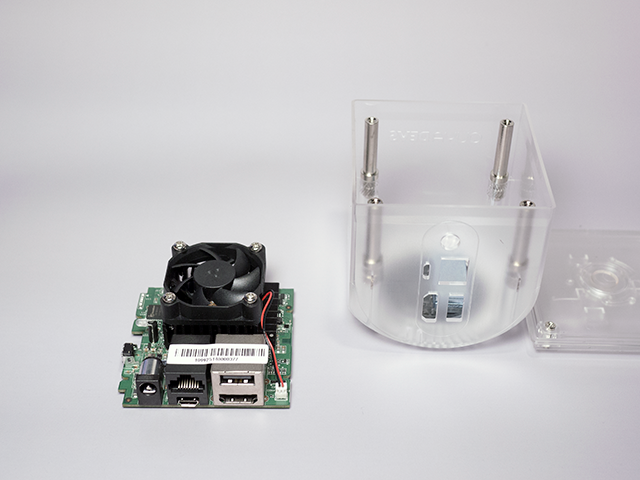
Hlavní jednotka s porty

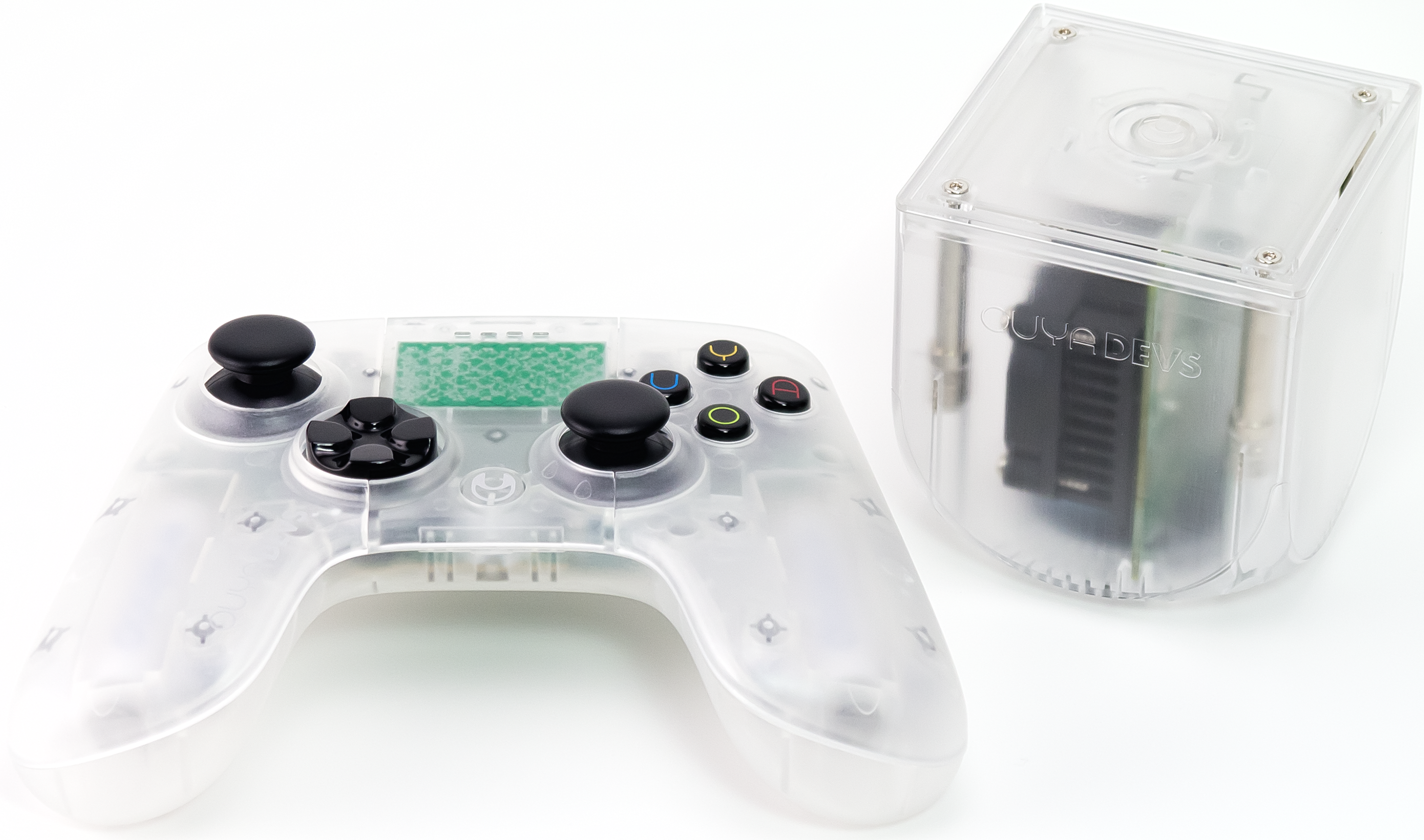
Vývojářská konzole

Ouya /úja/ je herní konzole založená na operačním systému Android verze 4.1 (Jelly Bean). Konzole byla představena roku 2012 a umístěna na Kickstarter. Projekt Ouya měl veliký úspěch, dobrovolné příspěvky čítaly 8,5 miliónu dolarů, čímž se stal druhým nejvýdělečnějším projektem na Kickstarteru. Přispělo přes 63 000 lidí a plán byl překročen o 800 procent. Konzole je skutečně miniaturní, má tvar kvádru o hranách 75×75×82 mm. Vstupním zařízením je bezdrátový ovladač. První hotové konzole byly přispěvatelům z Kickstarteru odeslány 28. dubna 2013 a 25. června byla v běžné distribuci. Konzole stojí 99 USD resp. 99 GBP.

## Specifikace
čipy
- systémový: Nvidia Tegra 3 (T33-P-A3)
- CPU: ARM Cortex A9 (MPCore), čtyřjádrový, 1,7 GHz
- GPU: Nvidia GeForce ULP na 520 MHz s 12,48 GFLOPS
- NEON Advanced SIMD a koprocesor VFPv3 pro výpočty s plovoucí desetinnou čárkou

paměť
- RAM: 1 GB DDR3-1600 SDRAM, sdílená CPU/GPU
- 8 GB eMMC interní flash

video
- rozhraní pro displej: HDMI 1.4 s podporou stereoskopického 3D
- audio: HDMI (ARC), s kanály 5.1 nebo 2.0
- rozlišení: 720p, 1080p
- hardwarové kodeky: MPEG-4 AVC/h.264 40 Mbit/s High-Profile, VC1-AP, a DivX 5/6 video decoder

vstupy
- 1× USB 2.0
- 1× micro USB (spojení s PC)

bezdrátové připojení
- podpora bezdrátového ovladače
- Wi-Fi 802.11 b/g/n
- Bluetooth LE 4.0
- Ethernet port, 10/100 (8P8C)

napájení a spotřeba
- napájení: 12 V DC, max. 1,5 A
- spotřeba: 4,5 W při hraní, 1 W stand-by režim

rozměry a hmotnost
- rozměry: 75×75×82 mm
- hmotnost: 300 g